# Type 24 (semovente)
Il Type 24 (24式機動120mm迫撃砲, Niyon shiki kidō 120 miri hakugekihō) è un mortaio semovente su ruote, entrato in servizio nella Forza terrestre di autodifesa giapponese nel 2024. Noto anche cone Type 24 MMCV (Maneuver Mortar Combat Vehicle) oppure più semplicemente come Type 24 MM (Mobile Mortar).
Il veicolo è basato sullo scafo del blindato Type 16 MCV, e adotta come armamento principale un mortaio da 120 mm.

## Sviluppo
Nel giugno del 2014 al salone Eurosatory di Parigi fu presentato da Mitsubishi Heavy Industries un veicolo blindato denominato MAV (Mitsubishi Armored Vehicle), che era basato sulla struttura del precedente Type 16 MCV. Da questo veicolo sarebbe poi derivato il Common Tactical Wheeled Vehicle (CTWV), una famiglia di blindati per diversi usi. L'iniziativa di Mitsubishi, che era stata finanziata con i suoi fondi e promossa per conto proprio, fu coronata dal successo quando nel gennaio 2018 fu firmato un contratto con il Ministero della Difesa per lo sviluppo del nuovo veicolo. Nel 2024 fu finanziato l'acquisto del Type 24 AWCV (Armored Wheeled Combat Vehicle), e ufficializzata l'entrata in servizio. Insieme alla versione standard venne acquisita anche la versione per il trasporto di un mortaio da 120 mm, chiamata Type 24 MMCV (Maneuver Mortar Combat Vehicle).

## Caratteristiche tecniche
Il semovente Type 24 non è molto differente dal Type 16 dal quale deriva, e la diversità maggiore è nell'assenza della grossa torretta per il cannone da 105 mm, ed è perciò anche leggermente più basso.
Il veicolo è lungo 8,1 metri, ha una larghezza di 3 metri e un'altezza di 2,7 metri, con un peso che si aggira intorno alle 26 tonnellate. La corazzatura, come nel Type 16, è modulare e realizzata in materiali compositi e acciaio, che garantiscono insieme una maggiore resistenza. La caratteristica struttura modulare delle piastre consente di sostituire quelle danneggiate in maniera piuttosto facile rispetto alla corazzatura tradizionale in acciaio saldato. Le sospensioni sono costituite da ammortizzatori idraulici verticali, e sono a doppio braccio oscillante, così da poter fornire una sospensione indipendente per ogni ruota. La potenza viene trasmessa attraverso un albero motore al centro del fondo del veicolo, e viene distribuita a ciascuna ruota attraverso un differenziale. La sterzata viene effettuata girando le ruote dei due assi anteriori. La velocità massima raggiungibile è intorno a 100 km/h.
Nella parte posteriore è ospitato un mortaio e vi è anche lo spazio per i serventi del pezzo d'artiglieria. In totale l'equipaggio è composto da cinque membri, che comprendono il comandante e il guidatore. La sezione posteriore è dotata di portelloni nella zona superiore che permettono di chiudere il veicolo quando il mortaio è ricollocato all'interno.

## Armamento
Lo scopo del veicolo è quello di fornire il necessario supporto di fuoco ai reparti di fanteria impegnati in combattimento. L'arma principale è quindi il mortaio Thales 2R2M da 120 mm. Si tratta di un mortaio semiautomatico con canna rigata, che vanta una gittata effettiva di circa 8 chilometri. La cadenza di tiro massima è di 10 colpi al minuto, e la cadenza sostenuta è invece di 4 colpi al minuto.